# Lis Sørensen
Lis Sørensen (Aarhus, 1955. május 28.) dán énekesnő. Az 1970-es években Anne Linnettel a Shit & Chanel együttesben zenélt és az Anne Linnet Bandban. 1983-ban adta ki első szólólemezét.

## Diszkográfia

### Szólóban

#### Studióalbumok
- Himmelen ned på jorden (1983)
- Lis Sørensen (1985)
- Sigøjnerblod (1987)
- Hjerternes sang (1989)
- Vis dit ansigt (1991)
- Under stjernerne et sted (1993)
- Du ka' få mig til alt (1995)
- Kærtegn (1998)
- Rose (2000)
- Con Amor (2005)
- For kærlighedens skyld (2010)

#### Válogatásalbumok
- Indtil dig igen - Sørensen's bedste (1996)
- Tæt på ækvator (Alle tiders) (2005)
- De allerstørste sange (2007)
- På sådan en morgen (De 20 skønneste) (2013)

#### Koncertalbum
- Nærvær og næsten (2003)

### A Shit & Chanel zenekarral
- Shit & Chanel (1976)
- Chanel No. 5 (1977)
- Tak for sidst (1978)
- Dagen har så mange farver (1979)

### Az Anne Linnet Banddal
- You're Crazy (1980)
- Anne Linnet Band (1981)
- Cha Cha Cha (1982)

### A Cowgirls-szel
- Girls Night Out (2001)